# Az év szlovén labdarúgója
Az év szlovén labdarúgója (szlovénül: Slovenski nogometaš leta) díjat a Szlovén labdarúgó-szövetség adja át 2007 óta. 

## Díjazottak

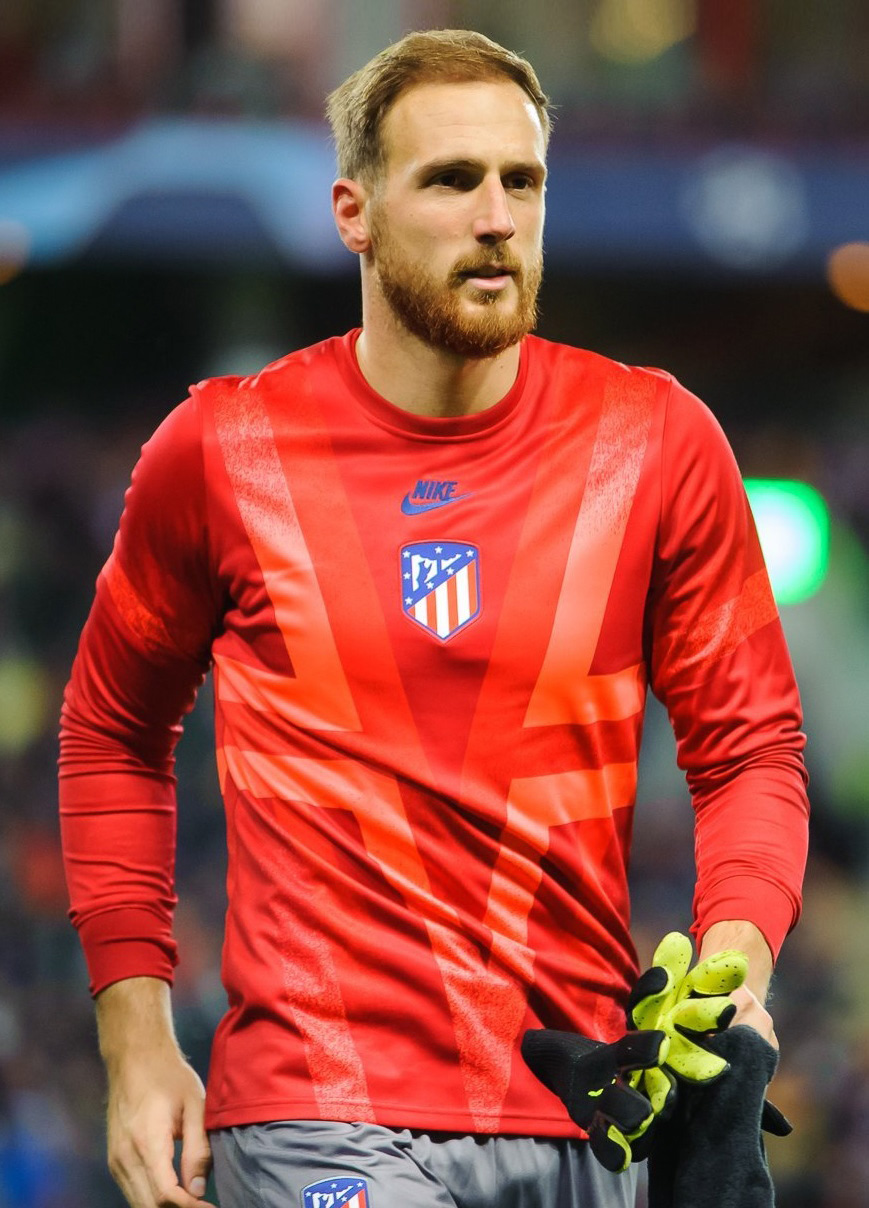
Jan Oblakot 4 alkalommal választották az év labdarúgójának Szlovéniában.

| Év   | Játékos            | Klubcsapat              |
| ---- | ------------------ | ----------------------- |
| 2007 | Zlatan Ljubijankič | NK Domžale              |
| 2008 | Milivoje Novakovič | 1. FC Köln              |
| 2009 | Samir Handanović   | Udinese                 |
| 2010 | Valter Birsa       | AJ Auxerre              |
| 2011 | Samir Handanović   | Udinese                 |
| 2012 | Samir Handanović   | Udinese/ Internazionale |
| 2013 | Kevin Kampl        | Red Bull Salzburg       |
| 2014 | Kevin Kampl        | Red Bull Salzburg       |
| 2015 | Jan Oblak          | Atlético Madrid         |
| 2016 | Jan Oblak          | Atlético Madrid         |
| 2017 | Jan Oblak          | Atlético Madrid         |
| 2018 | Jan Oblak          | Atlético Madrid         |
| 2019 | Josip Iličić       | Atalanta BC             |